# Cha In-pyo
Cha In-pyo (* 14. Oktober 1967 in Seoul) ist ein südkoreanischer Schauspieler.

## Leben
Seit 1995 ist er mit der Schauspielerin Shin Ae-ra verheiratet. 1998 gebar sie einen Sohn, 2005 und 2008 adoptierten sie zwei Mädchen. Das Ehepaar ist politisch und sozial sehr engagiert. Bisher hat Cha zwei Romane veröffentlicht, die sich mit Themen wie Suizid und Trostfrauen auseinandersetzen.
In dem Film Crossing (2008) spielt er einen nordkoreanischen Flüchtling, der Medikamente benötigt für seine tuberkulosekranke Frau in Nordkorea benötigt. Als er von dem Tod seiner Frau erfährt, versucht er, seinen Sohn nach Südkorea zu holen.
In dem Katastrophenfilm Pandemie (2013) spielt er den südkoreanischen Präsidenten.

## Filmografie

### Filme
- 1996: Albatross (알바트로스)
- 1998: Zzang (짱)
- 1999: Dr. K (닥터 K)
- 2002: Iron Palm (아이언 팜)
- 2003: Season in the Sun (보리울의 여름 Boriul-ui Yeoreum)
- 2004: Mokpo the Harbor (목포는 항구다 Mokpo-neun Hangguda)
- 2006: Hanbando (한반도)
- 2008: Crossing (크로싱)
- 2009: A Dream Comes True (돌멩이의 꿈 Dolmengi-ui Kkum)
- 2012: The Tower – Tödliches Inferno (타워)
- 2012: A Sad Story about North Korean Women Today (약혼 Yakhon)
- 2013: My Boy (마이보이)
- 2013: Pandemie (감기 Gamgi)
- 2021: What Happened to  Mr. Cha?

### Fernsehserien
- 1993: Pilot (파일럿, MBC)
- 1993: Han Ji Bong’s Three Families (한지붕 세가족 Han Ji-bong Se-gajok, MBC)
- 1994: The White Journey (하얀 여로 Hayan Yero, MBC)
- 1994: Love is in Your Embrace (사랑을 그대 품안에 Sarang-eul Geudae Pumane, MBC)
- 1994: My Son’s Woman (아들의 여자 Adeul-ui Yeoja, MBC)
- 1994: Kareiski (까레이스키 Kkareiseuki, MBC)
- 1995: Making Men (남자 만들기 Namja Mandeulgi, KBS2)
- 1996: Yes Sir (신고합니다 Singohamnida, KBS2)
- 1997: Heroic Rebellion (영웅반란 Yeongung Ballan, MBC)
- 1997: Star in My Heart (별은 내가슴에 Byeol-eun Nae Gaseum-e, MBC)
- 1997: You and I (그대 그리고 나 Geudae Geurigo Na, MBC)
- 1999: The Boss (왕초 Wangcho, MBC)
- 1999: Beautiful Seoul (아름다운 서울 Areumdaun Seoul, MBC)
- 2000: Fireworks (불꽃 Bulkkot, SBS)
- 2000: The Golden Era (황금시대 Hwanggeum Sidae, MBC)
- 2001: Her House (그 여자네 집 Geu Yeojane Jip, MBC)
- 2003: Perfect Love (완전한 사랑 Wanjeonhan Sarang, SBS)
- 2004: The Age of Heroes (영웅시대 Yeongung Sidae, MBC)
- 2005: Hong Kong Express (홍콩 익스프레스, SBS)
- 2005: Endless Love (天若有情 Tiān ruò yǒu qíng, CCTV)
- 2007: White Tower (하얀 거탑 Hayan Geotap, MBC)
- 2010: The Reputable Family (명가 Myeongga, KBS)
- 2010: Big Thing (대물 Daemul, SBS)
- 2011: Gyebaek (계백, MBC)
- 2012: Sent From Heaven (선녀가 필요해 Seonnyeoga Pilyohae, KBS2)
- 2014: Endless Love (끝없는 사랑 Kkeuteopneun Sarang, SBS)

## Romane
- Cha In-pyo: 잘가요 언덕 (Jal Gayo Eondeok). Sallim Books (살림문학), 2009, ISBN 978-89-522-1103-3.
- Cha In-pyo: 오늘예보 (Oneul Yebo). Hainaim (해냄출판사), 2011, ISBN 978-89-6574-313-2.